# Coppa del Tagikistan
La Coppa del Tagikistan è la coppa nazionale di calcio del Tagikistan. Il club detentore della coppa acquisisce il diritto a partecipare alla Supercoppa del Tajikistan contro gli scudettati uscenti, che sfiderà invece la finalista della Coppa nel caso il campione del Tajikistan abbia vinto anche il trofeo. Di recente, è confermato che la vincitrice della Coppa avrà anche un posto nell'AFC Champions League 2, la cui edizione inaugurale dovrebbe arrivare nel 2024-2025.
Durante il periodo sovietico dal 1938 al 1991, il Dynamo Dušanbe ha vinto ben 12 titoli, di cui 4 consecutivi, per giunta le prime 4 edizioni del torneo; di questi, solo l'ultimo è stato vinto col nome attuale, dopo gli altri vinti sotto il nome di Dinamo Stalinabad.
Nel palmares post-1991, il record di titoli vinti appartiene alla Istiklol, a quota dieci trofei (di cui quattro consecutivi dal 2013 al 2016, a sua volta record); nella sua storia la competizione ha visto fin qui l'affermazione di quindici squadre diverse.

## Albo d'oro

### Periodo sovietico
- 1938 Dinamo Stalinabad
- 1939 Dinamo Stalinabad
- 1940 Dinamo Stalinabad
- 1941 Dinamo Stalinabad
- 1942 Kharkovskoe Voennoe Avia Uchilische
- 1943-45 non disputata
- 1946 Dinamo Stalinabad
- 1947 Sbornaya Gissara
- 1948 Sbornaya Gissara
- 1949 Dinamo Stalinabad
- 1950 Dinamo Stalinabad
- 1951 ODO Stalinabad
- 1952 Dinamo Stalinabad
- 1953 Dinamo Stalinabad
- 1954 Profsoyuzy 1 Leninabad
- 1955 Dinamo Stalinabad
- 1956 Taksobaza Stalinabad
- 1957 Metallurg Leninabad
- 1958 Pedagogichesky Institut Leninabad
- 1959 Dinamo Stalinabad
- 1960 Pogranichnik Stalinabad
- 1961 Pedinstitut Dushanbe
- 1962 Pogranichnik Leninabad
- 1963 DSA Dušanbe
- 1964 Kuroma Taboshary
- 1965 Vashkh Kurgan-Tyube
- 1966 Volga Dušanbe
- 1967 Pedagogichesky Institut Dušanbe
- 1968 Stroitel' Kumsangir
- 1969 Pedagogichesky Institut Dušanbe
- 1970 Kommunal'nik Chkalovsk
- 1971 Dynamo Dušanbe
- 1972 TPI Dušanbe
- 1973 TIFK Dušanbe
- 1974 SKIF Dušanbe
- 1975 SKIF Dušanbe
- 1976 SKIF Dušanbe
- 1977 Volga Dušanbe
- 1978 Kuroma Taboshary
- 1979 Metallurg Tursun-Zade
- 1980 Chashma Shaartuz
- 1981 Trikotazhnik Ura-Tyube
- 1982 Irrigator Dušanbe
- 1983 Volga Dušanbe
- 1984 Metallurg Tursun-Zade
- 1985 Avtomobilist Kurgan-Tyube
- 1986 SKIF Dušanbe
- 1987 Metallurg Tursun-Zade
- 1988 Avtomobilist Kurgan-Tyube
- 1989 Metallurg Tursun-Zade
- 1990 Volga Dušanbe
- 1991 Avtomobilist Kurgan-Tyube

### Post indipendenza
| Stagione | Campione                   | Risultato             | Finalista               | Stadio                                    |
| -------- | -------------------------- | --------------------- | ----------------------- | ----------------------------------------- |
| 1992     | Pamir Dushanbe             | 1 - 0                 | Regar-TadAZ             |                                           |
| 1993     | Sitora Dushanbe            | 0 - 0 (5-3 dtr)       | Ravshan Kulob           |                                           |
| 1994     | Ravshan Kulob              | 2 - 1                 | Shodmon Ghissar         |                                           |
| 1995     | Pakhtakor Dzhabarrasulovsk | 0 - 0 (3-2 dtr)       | Regar-TadAZ             |                                           |
| 1996-97  | Vachš                      | 4 - 0                 | Khujand                 |                                           |
| 1997-98  | Khujand                    | 2 - 1                 | Ranjbar Vose            |                                           |
| 1998     | Varzob Dushanbe            | 3 - 1                 | Khoja Karimov Gazimalik |                                           |
| 1999     | Varzob Dushanbe            | 0 - 0 (4-2 dtr)       | Regar-TadAZ             |                                           |
| 2000-01  | Regar-TadAZ                | 4 - 2                 | Varzob Dushanbe         |                                           |
| 2001-02  | Regar-TadAZ                | 3 - 1                 | Khujand                 |                                           |
| 2002     | Khujand                    | 3 - 0                 | Vachš                   |                                           |
| 2003     | Vachš                      | 3 - 1                 | Olymp-Ansol Kulob       |                                           |
| 2004     | Aviator Bobojon Ghafurov   | 5 - 0                 | Uroteppa                |                                           |
| 2005     | Regar-TadAZ                | 1 - 1 (3-1 dtr)       | Vachš                   |                                           |
| 2006     | Regar-TadAZ                | 2 - 1                 | Hima Dushanbe           |                                           |
| 2007     | Parvoz                     | 1 - 0                 | Hima Dushanbe           |                                           |
| 2008     | Khujand                    | 2 - 1                 | Energetik Dušanbe       |                                           |
| 2009     | Istiklol                   | 3 - 1                 | SKA-Pamir Dushanbe      |                                           |
| 2010     | Istiklol                   | 5 - 0                 | Khujand                 |                                           |
| 2011     | Regar-TadAZ                | 1 - 0                 | Istiklol                |                                           |
| 2012     | Regar-TadAZ                | 1 - 1 (6-5 dtr)       | Istiklol                |                                           |
| 2013     | Istiklol                   | 2 - 0                 | Regar-TadAZ             |                                           |
| 2014     | Istiklol                   | 5 - 2                 | Regar-TadAZ             | Stadio Pamir, Dušanbe                     |
| 2015     | Istiklol                   | 2 - 2 (6-5 dtr)       | Regar-TadAZ             | Stadio Pamir, Dušanbe                     |
| 2016     | Istiklol                   | 2 - 2 (3-2 dtr)       | Khosilot Farkhor        | Stadio Pamir, Dušanbe                     |
| 2017     | Khujand                    | 2 - 0                 | Istiklol                | Stadio Pamir, Dušanbe                     |
| 2018     | Istiklol                   | 2 - 0                 | Regar-TadAZ             | Stadio Centrale, Vahdat                   |
| 2019     | Istiklol                   | 1 - 1 (dts) (4-2 dtr) | Regar-TadAZ             | Stadio Centrale, Hisor                    |
| 2020     | Ravšan                     | 1 - 0                 | Regar-TadAZ             | Stadio Pamir, Dušanbe                     |
| 2021     | Khujand                    | 2 - 0                 | Regar-TadAZ             | Stadio Bistsolagii Istiqloliyati, Khujand |
| 2022     | Istiklol                   | 2 - 2 (dts) (5-4 dtr) | Kuktosh Rudaki          | Stadio Pakhtakor, Pakhtakor               |
| 2023     | Istiklol                   | 1 - 1 (dts) (4-2 dtr) | Ravšan                  | Stadio Centrale                           |
| 2024     | Regar-TadAZ                | 2 - 1                 | Khujand                 | Istaravshan Sports Complex, Istaravšan    |

## Vittorie per squadra (dal 1992)
| Club                       | Vittorie | Finali perse | Stagioni vittorie                                          |
| -------------------------- | -------- | ------------ | ---------------------------------------------------------- |
| Istiklol                   | 10       | 3            | 2009, 2010, 2013, 2014, 2015, 2016, 2018, 2019, 2022, 2023 |
| Regar-TadAZ                | 7        | 7            | 2000-01, 2001-02, 2005, 2006, 2011, 2012, 2024             |
| Khujand                    | 5        | 4            | 1997-98, 2002, 2008, 2017, 2021                            |
| Ravšan (Olymp-Ansol)       | 2        | 3            | 1994, 2020                                                 |
| Vachš                      | 2        | 2            | 1996-97, 2003                                              |
| Varzob Dušanbe             | 2        | 1            | 1998, 1999                                                 |
| Parvoz                     | 2        | -            | 2004, 2007                                                 |
| CSKA Pamir                 | 1        | 1            | 1992                                                       |
| Sitora Dušanbe             | 1        | -            | 1993                                                       |
| Pakhtakor Dzhabarrasulovsk | 1        | -            | 1995                                                       |
| Hima                       | -        | 2            | -----                                                      |
| Shodmon Ghissar            | -        | 1            | -----                                                      |
| Ranjbar Vosse              | -        | 1            | -----                                                      |
| Istaravšan                 | -        | 1            | -----                                                      |
| Energetik Dušanbe          | -        | 1            | -----                                                      |